# Monte Cavallo (Marken)
Monte Cavallo ist eine Gemeinde (comune) in der Provinz Macerata in der Region Marken in Italien. Sie hat 103 Einwohner (Stand: 31. Dezember 2023). Monte Cavallo liegt etwa 50,5 Kilometer südwestlich von Macerata und gehört zur Comunità montana di Camerino. Der Verwaltungssitz der Gemeinde befindet sich im Ortsteil Piè del Sasso.